# In ogni senso
In ogni senso est un album de musique d'Eros Ramazzotti sorti en 1990.

## Titres
| No  | Titre                     | Durée |
| --- | ------------------------- | ----- |
| 1.  | Se bastasse una canzone   | 5:09  |
| 2.  | C'è una strada in cielo   | 4:25  |
| 3.  | Amore contro              | 4:28  |
| 4.  | Dammi la luna             | 3:40  |
| 5.  | Taxi story                | 4:03  |
| 6.  | Dolce Barbara             | 4:11  |
| 7.  | Amarti è l'immenso per me | 4:28  |
| 8.  | Canzoni lontane           | 4:53  |
| 9.  | Cara prof                 | 4:02  |
| 10. | Cantico                   | 5:53  |
| 11. | Oggi che giorno è         | 4:39  |
| 12. | Andare... in ogni senso   | 3:12  |